# برمودا (فیلم)
برمودا فیلمی به کارگردانی رهبر قنبری با نویسندگی محمدرضا مصباح و سید محسن یوسفی و تهیه‌کنندگی محمدرضا مصباح محصول سال ۱۳۹۶ است. این فیلم طنزی اجتماعی با درونمایه‌ای سیاسی است که در تهران تولید شده‌ و فیلم برداری آن ۲۶ فروردین ماه ۱۳۹۶ به پایان رسیده‌است.

## خلاصه فیلم
یکی از مدیران سابق دولتی با استفاده از ارتباطات و زد و بند به ثروتی نجومی رسیده و امروز در حوادث و اتفاقاتی فانتزی با وجدان خود درگیر می‌شود.

## بازیگران
رضا مولایی، بهنوش بختیاری، شهرزاد کمال‌زاده، شیرین ولی پور، علی پاکزاد، پرند صبوری خراسانی، پرنیان صبوری خراسانی، سارا بهارلو، حدیثه کرمی، مجید لیاقت، ابوالفضل خوشبخت، مریم وطن پور، مهدیه خوشبخت، نسیم بهشتی و رامین شیروانی از جمله بازیگرانی هستند که در این فیلم سینمایی ایفای نقش کرده‌اند.